# مارینا راسکووا
مارینا میخایلوونا راسکووا (روسی: Мари́на Миха́йловна Раско́ва؛ IPA: [mɐˈrʲinə mʲɪˈxajləvnə rɐˈskovə]؛ ۲۸ مارس ۱۹۱۲ – ۴ ژانویهٔ ۱۹۴۳) نخستین زن در شوروی بود که نشان ناوبری هوایی را دریافت نمود. راسکووا که در جوانی آرزو داشت خواننده اپرا شود به یک مربی نظامی و اولین زن ناوبر شوروی تبدیل شد. او رکوردهای زیادی از خود به جا گذاشت و بنیانگذار و فرمانده هنگ هوایی ۵۸۷ بود. راسکووا یکی از ۸۰۰ هزار زنی است که در ارتش سرخ خدمت کردند، او سه هنگ هوایی مخصوص زنان تشکیل داد که ۳۰ قهرمان اتحاد شوروی در آن نشان گرفتند.

## زندگی‌نامه
مارینا مالینینا در یک خانواده طبقه متوسط به دنیا آمد. پدرش خواننده اپرا و مربی آواز بود و مادرش نیز معلم بود. خاله او نیز یک خواننده مشهور بود و برادر ناتنی‌اش هم با نام بوریس مالینین از دانشمندان کشتی‌سازی شوروی بود. برخلاف دیگر زنان هوانورد شوروی، مارینا از ابتدا علاقه‌ای به هوانوردی نداشت. او در اصل می‌خواست که یک موزیسین و خواننده اپرا شود.
پدر مارینا در سال ۱۹۱۹ وقتی که او هفت سال داشت فوت نمود. مارینا به تحصیل در موسیقی ادامه داد اما دچار عفونت گوش میانی گشت و نتوانست آواز را ادامه دهد. او که از موسیقی خارج شده بود در دبیرستان خود را وقف شیمی و مهندسی کرد. پس از فارغ‌التحصیلی در سال ۱۹۲۹ به عنوان شیمی‌دان در کارخانه رنگرزی مشغول به کار شد و همان‌جا با مهندسی به نام سرگئی راسکوف ازدواج کرد و نام خانوادگی خود را به راسکووا تغییر داد. مارینا مدتی بعد در آکادمی نیروی هوایی به عنوان نقشه‌کش مشغول به کار شد.
راسکووا نخستین زن ناوبر نیروی هوایی شوروی در سال ۱۹۳۳ شد. او یک سال بعد تدریس در آکادمی‌های هوایی را آغاز نمود که در آن به زنان و مردان ناوبری نظامی را تعلیم می‌داد. در سال‌های بعد آموزش خلبانی او تکمیل شد و در سال ۱۹۳۵ طلاق گرفت. در سال‌های ۱۹۳۸–۱۹۳۷ مارینا رکوردهای هوایی بسیاری را ثبت کرد که در چشم اتحاد شوروی موفقیت‌های بزرگی محسوب می‌شدند و برای مارینا شهرت به همراه آورد.
مشهورترین رکورد او پروازی است که با توپولف آنت-۳۷ (نسخه اصلاح شده بمب‌افکن دوربرد بولخوویتونوف دی‌بی-آ) در ۲۵–۲۴ سپتامبر ۱۹۳۸ رخ داد. در این پرواز که می‌خواست رکورد جهانی پرواز بدون توقف زنان را بشکند مارینا به عنوان ناوبر همراه با پولینا اوسیپنکو و والنتینا گریزودوبوفا از مسکو تا کامسامولسک بر آمور در خاور دور روسیه پرواز می‌کردند. این پرواز ۲۶ ساعت و ۲۹ دقیقه یه طول انجامید و طی آن ۵۹۴۷ کیلومتر پیموده شد اما در انتها مسیر به علت نبود دید هواپیما نتوانست فرودگاه رو بیابد و مجبور به فرود اضطراری شد. از آنجایی که کاکپیت ناوبر راه ورودی به بقیه هواپیما نداشت و احتمال می‌رفت در فرود آسیب جدی ببیند مارینا پیش از فرود با چتر بیرون پرید. تیم جستجو پس از هشت روز هواپیما را پیدا کردند اما مارینا ۱۰ روز بدون آب و با مقدار کمی غذا در طبیعت سرگردان بود تا توانست خود را به هواپیما برساند. تمامی خدمه پس از انتقال به مکان امن در ۲ نوامبر ۱۹۳۸ نشان برتری قهرمان اتحاد شوروی را کسب کردند که آن‌ها را تبدیل به اولین زنانی کرد که این نشان را به دست آوردند. 

## جنگ جهانی دوم

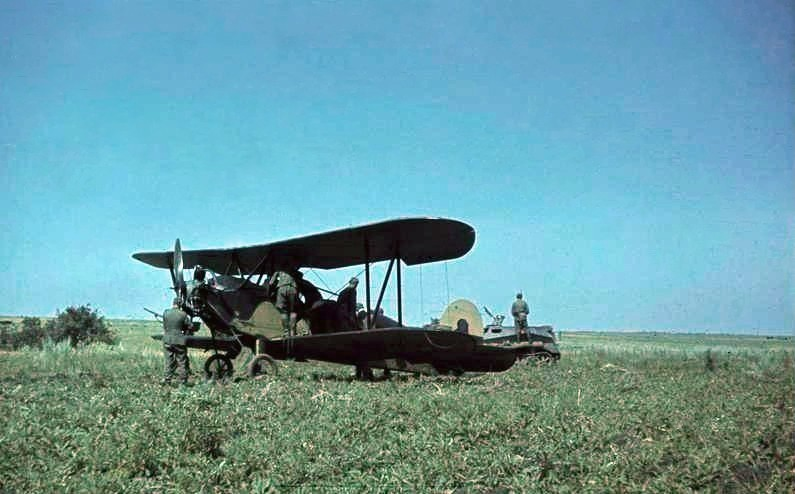
هواپیمای آسیب دیده پی‌او-۲ شوروی که در اوکراین آسیب دیده‌است و توسط آلمانی‌ها به غنیمت گرفته شده‌است. جادوگران شب با این هواپیما در طول جنگ ۲۴۰۰۰ سورتی پروازی انجام دادند.

با آغاز جنگ جهانی دوم زنان بسیاری که آموزش خلبانی دیدند برای حضور در جنگ داوطلب شدند. با وجود آنکه از نظر قانونی منعی برای حضور زنان در درگیری‌ها در نیروی هوایی شوروی وجود نداشت از سپردن نقش رزمی به ایشان امتناع می‌شد. این قضیه ادامه داشت تا آنکه راسکووا از طریق ارتباط شخصی خودش با شخص ژوزف استالین فرماندهان نظامی را راضی به ایجاد سه هنگ رزمی برای زنان نمود. بدین ترتیب پس از راسکووا در ۸ سپتامبر ۱۹۴۱ که خواستار حضور زنان خلبان در جنگ شد استالین در ۸ اکتبر ۱۹۴۱ فرمان تأسیس سپاه ۱۲۲ هوایی را داد. این سپاه که متشکل از سه هنگ بود باید تماماً از خلبانان و خدمه زمینی زن تشکیل می‌شد.

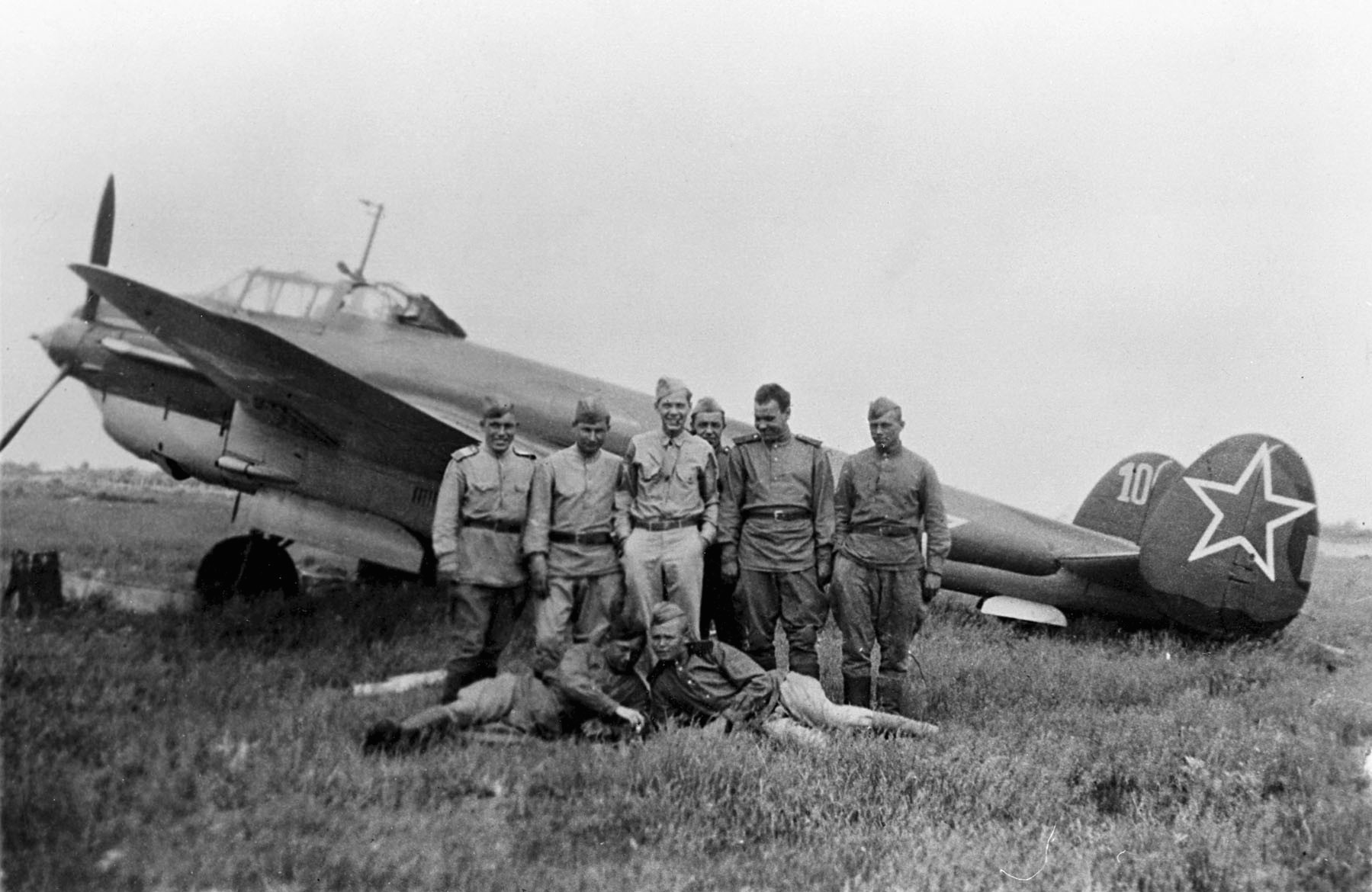
خدمه و خلبانان روسی همراه با هواپیمای شیرجه‌رو پی‌ای-۲ در پولتاوا. مارینا راسکووا در حال پرواز با یکی از این هواپیماها بود که در نزدیک استالینگراد سقوط کرد.

- هنگ ۵۸۶ هوانوردی شکاری: این واحد در میان سه هنگ نخستین هنگی بود که وارد عملیات رزمی شد (۱۶ آوریل ۱۹۴۲) و مجهز به هواپیماهای یاکوولف یاک-۱، یاکوولف یاک-۷ و یاکوولف یاک-۹ بود.[۷] این یگان مجموعاً ۴۱۹۴ عملیات رزمی داشت که در آن ۱۲۵ درگیری هوایی شکل گرفت و ۳۸ هواپیما دشمن نابود شدند. تامارا کازارینووا و الکساندر گریدنو فرماندهان مطرح این هنگ بودند.[۸]
- هنگ هوانوردی بمب افکن شبانه ۱۲۵ گارد: فرماندهی این یگان را مارینا راسکووا به عهده داشت و پس از مرگ او فرماندهی به والنتین مارکوف رسید.[۹] در حالی که بسیاری واحدهای دیگر که متشکل از مردان بودند با هواپیماهای قدیمی پرواز می‌کردند این یگان مجهز به بهترین بمب‌افکن‌های شوروی یعنی پتلیاکوف پی‌ای-۲ بود و همین مسئله باعث حسادت‌های بسیاری می‌شد. این هنگ ۱۱۳۴ عملیات انجام داد که طی آن بیش از ۹۸۰ تن بمب بر روی مواضع دشمن ریخته شد و پنج نفر از اعضا این هنگ نشان قهرمان شوروی را دریافت کردند.[۱۰]
- هنگ هوانوردی بمب افکن شبانه ۴۶ گارد "تامان": این هنگ فرماندهی آن را یودوکیا برشناسکیا به عهده داشت با نام جادوگران شب مشهور شد. این واحد با استفاده از هواگرد دوباله قدیمی پی‌او-۲ کوکوروزنیک عمل می‌کرد و تا پایان جنگ ۲۴۰۰۰ عملیات رزمی انجام داد. این یگان تنها هنگی بود که تا انتها جنگ فقط شامل خدمه زن بود و ۲۴ نفر از آنان نشان قهرمان اتحاد شوروی را دریافت نمودند.[۱۱]

راسکووا در ۴ ژانویه ۱۹۴۳ در فرود اضطراری نزدیک استالینگراد همراه با تمامی خدمه‌اش کشته شد. او نخستین کسی بود که در جنگ برایش تشییع جنازه دولتی گرفتند.

## میراث
خاکستر او در آرامگاه دیوار کرملین کنار پولینا اوسیپنکو دفن شد و پس از مرگش نشان جنگ میهنی درجه یک به او اعطا گشت. خیابان‌ها و مدارس هوانوردی در شوروی به نام مارینا راسکووا نام‌گذاری شدند.

## تمبرشناسی

تمبرها
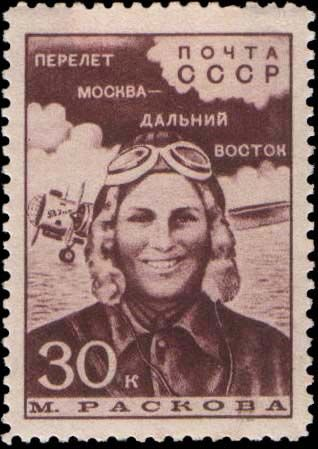
تمبر شوروی، ۱۹۳۹ میلادی
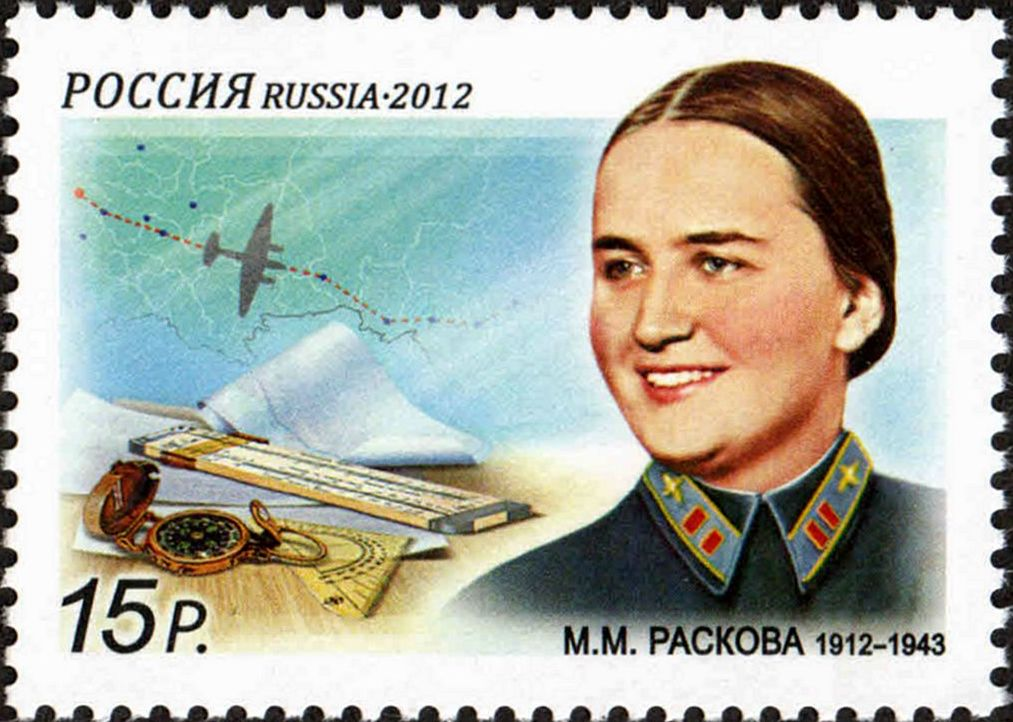
تمبر یادبودی صد سالگی مارینا چاپ روسیه، سال ۲۰۱۲

## کتابشناسی
- Cottam, Kazimiera (1998). Women in War and Resistance: Selected Biographies of Soviet Women Soldiers. Newburyport, Massachusetts: Focus Publishing/R. Pullins Co. ISBN 1-58510-160-5. OCLC 228063546.
- "Hero of the Soviet Union." New York Herald Tribune, Jan 23, 1943. ProQuest 1267953857.
- "Many Nazi Planes are the Victims of Russian Women Fighter Pilots." New York Times, Jan 17, 1944.
- Pennington, Reina (2003). Amazons to Fighter Pilots: A Biographical Dictionary of Military Women. Greenwood Press. ISBN 0-313-29197-7.
- Pennington, Reina (2001). Wings, Women & War: Soviet Airwomen in World War II Combat. University Press of Kansas. ISBN 978-0-7006-1554-4.
- Sakaida, Henry (2003). Heroines of the Soviet Union: 1941–45. Osprey Publishing. ISBN 978-1-84176-598-3.
- Sorokina, M. A. "People and Procedures: Toward a History of the Investigation of Nazi Crimes in the USSR", Kritika: Explorations in Russian and Eurasian History, Volume 6, Issue 4, (2005) 797–831.
- Strebe, Amy Goodpaster. "The American Women Airforce Service Pilots and Soviet Airwomen of World War II." Order No. 1418728, San Jose State University, 2003.
- "RUSSIAN WOMAN FLIER KILLED ON ACTIVE DUTY: MAJOR RASKOVA, HEROINE OF SOVIET UNION, WIDELY KNOWN." New York Times, Jan 10, 1943.
- Pursley, Sasha D. "The Motherland Calls: The Taman' Guards Women's Aviation Unit in the Great Patriotic War." Order No. 3098757, University of California, Santa Cruz, 2003.